# جک و لوبیای سحرآمیز (فیلم ۱۹۵۲)
جک و لوبیای سحرآمیز (انگلیسی: Jack and the Beanstalk) فیلمی آمریکایی در سبک خانوادگی فانتزی، کمدی و موزیکال است که در سال ۱۹۵۲ منتشر شد. از بازیگران آن می‌توان به بود ابوت، لو کاستلو، ویلیام فارنوم و بادی بر اشاره کرد.